# Rencontres de femmes
Pour l’article homonyme, voir Rencontres de femmes (chanson).
Albums de Mireille Mathieu
Après toi
(1986) L'américain
(1989)
Singles
1. Rencontres de femmes
Sortie : 1987

Rencontres de femmes est le vingt-neuvième album francophone studio de la chanteuse française Mireille Mathieu publié en 1987 sous le label Ariola et distribué par BMG. C'est également le sixième et dernier album de la chanteuse à être publié par Ariola.
L'album est édité sous format CD (qui émerge à cette époque et qui commence à se populariser), sous format 33 tours (qui au contraire est de moins en moins utilisé) mais aussi en cassette audio.

## Autour de l'album
Pour ce nouvel album, Mireille Mathieu retrouve un de ses paroliers fétiches, Eddy Marnay, qui lui écrit pas moins de neuf chansons sur dix composant l'album. Mais cet album est celui qui clôt la collaboration entre l'auteur et la chanteuse. En effet, par la suite, Eddy Marnay n'a plus écrit de chansons pour la chanteuse.
Un autre grand auteur, Pierre Delanoë, participe à l'album en écrivant les paroles de la chanson « L'amour » avec l'aide de Jean-Loup Dabadie. Delanoë avait déjà écrit dans le passé plusieurs chansons pour Mireille Mathieu comme Qu'elle est belle, Ciao Bambino, Sorry, La Demoiselle d'Orléans ou encore Made in France. Jean-Loup Dabadie avait lui aussi participé à l'élaboration de chansons pour Mireille Mathieu au début des années 1970 avec notamment C'est la vie mais je t'aime ou encore Pour toi.
Le compositeur Jean-Pierre Bourtayre participe également à l'élaboration de l'album en écrivant la musique de la chanson L'Amour. Il avait déjà écrit la chanson Chanter en 1984.

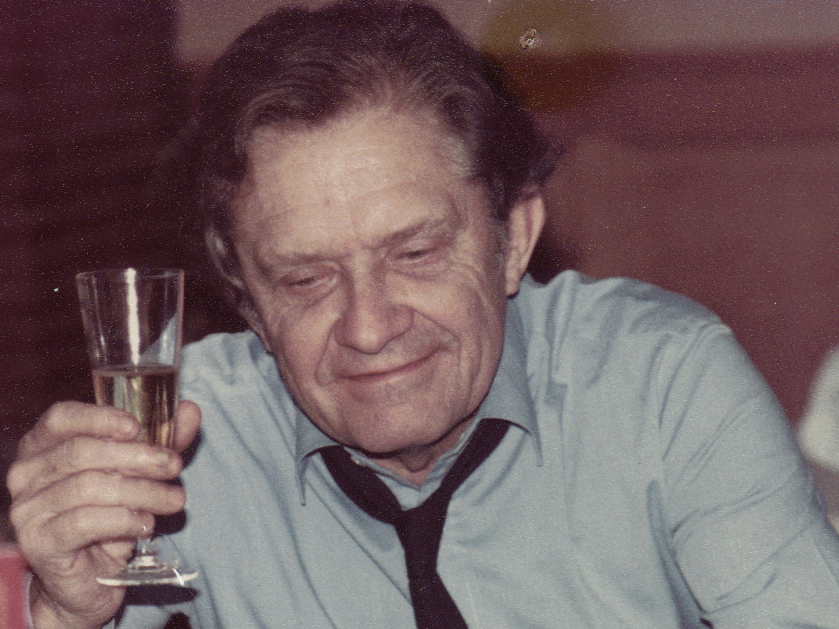
Pierre Delanoë a écrit pour Mireille Mathieu la chanson L'Amour.

De nombreux auteurs et compositeurs italiens participent à l'élaboration de cet album comme Vito Pallavicini (qui avait déjà écrit les paroles de la chanson Ciao Bambino, Sorry pour la chanteuse en 1976), Piero Cassano, Andrea Lo Vecchio ou encore Gino Mescoli.
Mireille Mathieu enregistre la chanson L'Enfant volant en compagnie des Petits Chanteurs d'Asnières. Ce n'est pas la première fois que la chanteuse rencontre les Petits Chanteurs car ces derniers avaient participé à une tournée d'été en compagnie de la chanteuse en France en 1971.

## Chansons de l'album
| 1.                     | Rencontres de femmes                                   | Eddy Marnay, Adelio Cogliati, Piero Cassano                     | 3:57 |
| 2.                     | Je veux te dire                                        | Eddy Marnay, Adelio Cogliati, Gino Mescoli                      | 3:06 |
| 3.                     | Ma délivrance                                          | Eddy Marnay, Steven Tracey                                      | 3:43 |
| 4.                     | Je suis revenue vers toi                               | Eddy Marnay, Andrea Lo Vecchio, Gino Mescoli                    | 3:57 |
| 5.                     | Rêve ton rêve                                          | Eddy Marnay, Jean Claudric                                      | 3:25 |
| 6.                     | L'Enfant volant (avec les Petits chanteurs d'Asnières) | Eddy Marnay, Vito Pallavicini, Willy Molco, Gino Mescoli        | 2:48 |
| 7.                     | Embrasse-moi                                           | Eddy Marnay, Adelio Cogliati, Piero Cassano                     | 4:32 |
| 8.                     | Comme une adolescente                                  | Eddy Marnay, David A. Stewart, Annie Lenox                      | 2:58 |
| 9.                     | Chanter au soleil                                      | Eddy Marnay, W. Petri, Reiner Hömig, Ralph Gusovius, P. Fischer | 3:54 |
| 10.                    | L'Amour                                                | Jean-Loup Dabadie, Pierre Delanoë, Jean-Pierre Bourtayre        | 4:19 |
| 36 minutes 39 secondes |                                                        |                                                                 |      |

## Crédits
La direction musicale et les arrangements sont assurés par Jean Claudric.
La photographie de la pochette est de Norman Parkinson.
Le design de la pochette est de Jean-Félic Galleti.

## Reprises
Plusieurs chansons de l'album seront repris ensuite par Mireille Mathieu dans d'autres langues, notamment en vue de l'album sorti la même année, Tour de l'Europe, album composé de chansons en quatre langues différentes et destiné surtout au public germanophone :
- Rencontres de femmes devient ainsi Donna senza età en italien.
- Je suis revenue vers toi devient Un fuoco en italien.
- L'Enfant volant devient Vola, Vola en italien.
- Comme une adolescente devient I love you like a fool en anglais.
- Chanter au soleil devient en allemand Kinder dieser Welt.

De plus, il faut dire aussi que les chansons Ma délivrance, L'Amour et Rêve ton rêve se trouveront également sur l'album allemand de 1987 mais en version française.

## Single
L'album ne fait l'objet que d'un seul single, sorti en 1987, mais qui connaît deux variantes. Sa première version contient en face A Rencontres de femmes et en face B L'Enfant volant en duo avec les Petits chanteurs d'Asnières, et sa seconde, sous les mêmes références que le premier Ariola 109.411, contient de nouveau L'Enfant volant, mais en face A, ainsi que Je suis revenue vers toi sur l'autre face.

## Publication dans le monde
L'album est publié en  France chez Ariola (référence Ariola 258480 pour le CD, Ariola 208480 pour le 33 tours) mais également dans de nombreux pays étrangers :
| Pays         | Maison de disques                                                                                            | Date de sortie |
| ------------ | --- | -------------- |
| Canada       | CBS (Référence CBS PFC 90767) CBS (Référence CBS Ck 90767)                                                   | 1988           |
| Allemagne    | Ariola (Référence Ariola 208 480)                                                                            | 1988           |
| Venezuela    | Ariola (Référence Ariola 7269)                                                                               | 1988           |
| Mexique      | Ariola (Référence Ariola LAE 785)                                                                            | 1988           |
| Corée du Sud | Giant (Référence Seoul Records SOPR-036) avec en plus la chanson "La couleur de l'or" et "The Color of Gold" | 1988           |